# Ctenochira vetusta
Ctenochira vetusta är en stekelart som först beskrevs av Holmgren 1857.  Ctenochira vetusta ingår i släktet Ctenochira och familjen brokparasitsteklar. Arten är reproducerande i Sverige. Inga underarter finns listade i Catalogue of Life.